# Rhodostemonodaphne curicuriariensis
Rhodostemonodaphne curicuriariensis là loài thực vật có hoa trong họ Nguyệt quế. Loài này được Madriñán mô tả khoa học đầu tiên năm 2004.